# Karl Lagerfeld
Karl Otto Lagerfeld (ur. 10 września 1933 w Hamburgu, zm. 19 lutego 2019 w Neuilly-sur-Seine) – niemiecki projektant mody i fotograf. Dyrektor artystyczny domu mody Chanel. Kreował markę oznaczoną swoim imieniem i nazwiskiem oraz kierował włoskim domem mody Fendi.
W 2004 zaprojektował kolekcję dla H&M, rozpoczynając tym serię „wielkich projektantów” dla tej sieci.

## Życiorys

### Wczesne lata
Urodził się w 1933 w Hamburgu, lub 1938. Prawdziwy rok swego urodzenia ujawnił dopiero w 2013 w wywiadzie dla francuskiego czasopisma „Paris Match”. Wcześniej sam podawał, że urodził się w 1938. Istniały jednak dwa fakty przemawiające za wcześniejszą datą urodzenia: potwierdzenie w rejestrze chrzcin oraz śledztwo niemieckiego magazynu „Bild am Sonntag”, które odnalazło nauczycieli i kolegów z ławki projektanta. Lagerfeld utrzymywał, że nikt nie zna prawdziwej daty jego urodzenia, bowiem – jak wyjawił w wywiadzie dla „Paris Match” – nie znał jej on sam. Dotarł do stosownego dokumentu dopiero po śmierci matki, która go przed nim ukrywała z niewiadomego powodu. Jego starsza siostra Martha Christiane urodziła się w 1931. Lagerfeld miał także starszą przyrodnią siostrę Theaę z pierwszego małżeństwa swego ojca. Uczęszczał do szkoły prywatnej w Hamburgu.
Ojciec Karla pochodził z Hamburga w Niemczech; jego matka pochodziła z Berlina (zgodnie z danymi ukazanymi w dokumencie „Lagerfeld Confidential” Marconi Rodolphe'a z 2006).  Lagerfeld utrzymywał jednak, że jego ojciec był Szwedem, a dziennikarka Alicia Drake w książce The Beautiful Fall (Little, Brown, 2006) utrwaliła przekonanie, że Otto Lagerfeldt miał pracować jako dystrybutor w firmie sprzedającej skondensowane mleko do Niemiec i był w rzeczywistości Niemcem. Według Alicii Drake matka Lagerfelda Elisabeth Bahlmann była sprzedawczynią w sklepie z bielizną w Berlinie, gdzie spotkała swojego przyszłego męża. Ślub został zawarty w 1930.
Pierwotnie nazwisko zapisywano Lagerfeldt (z dodatkową literą „t”), lecz później zmieniono na Lagerfeld, ponieważ „brzmiało bardziej komercyjnie”.

### Kariera
W 1947, w wieku 14 lat razem z matką przeprowadził się do  Paryża, gdzie kontynuował naukę w Lycee Montagne. W 1955 wygrał czołowy konkurs mody sponsorowany przez Międzynarodowy Sekretariat Wełny; podczas konkursu poznał i zaprzyjaźnił się z innym projektantem, którym był Yves Saint Laurent. Wygrana zapewniła mu pracę w domu mody Balmain. Od lipca 1958 pracował w domu mody Jean Patou. Po roku projektował już dla domów mody Krizia, Charles Jourdan i Valentino. W 1964, rozczarowany światowym haute couture, wyjechał do Włoch, by studiować sztukę. W 1965 powrócił do świata mody i wybrał Fendi jako konsultant projektów. W 1972 wraz z domem mody Chloé stworzył biało-czarną kolekcję Deco, która otworzyła mu drzwi do międzynarodowej kariery.
W 1982 roku Lagerfeld zredefiniował zasady domu Chanel, jednocześnie oddając hołd samej Chanel, obalając jej ideały i tworząc własne, nowoczesne podejście do jej najbardziej znanych projektów.
Od 1983 do śmierci kierował domem mody Chanel. W 2001 wydał książkę o diecie, którą napisał razem ze swoim dietetykiem, zatytułowaną The Karl Lagerfeld Diet. W 2004 zapoczątkował serię „wielkich projektantów” dla H&M. Był też twórcą projektu etykietek napoju Coca-Cola.

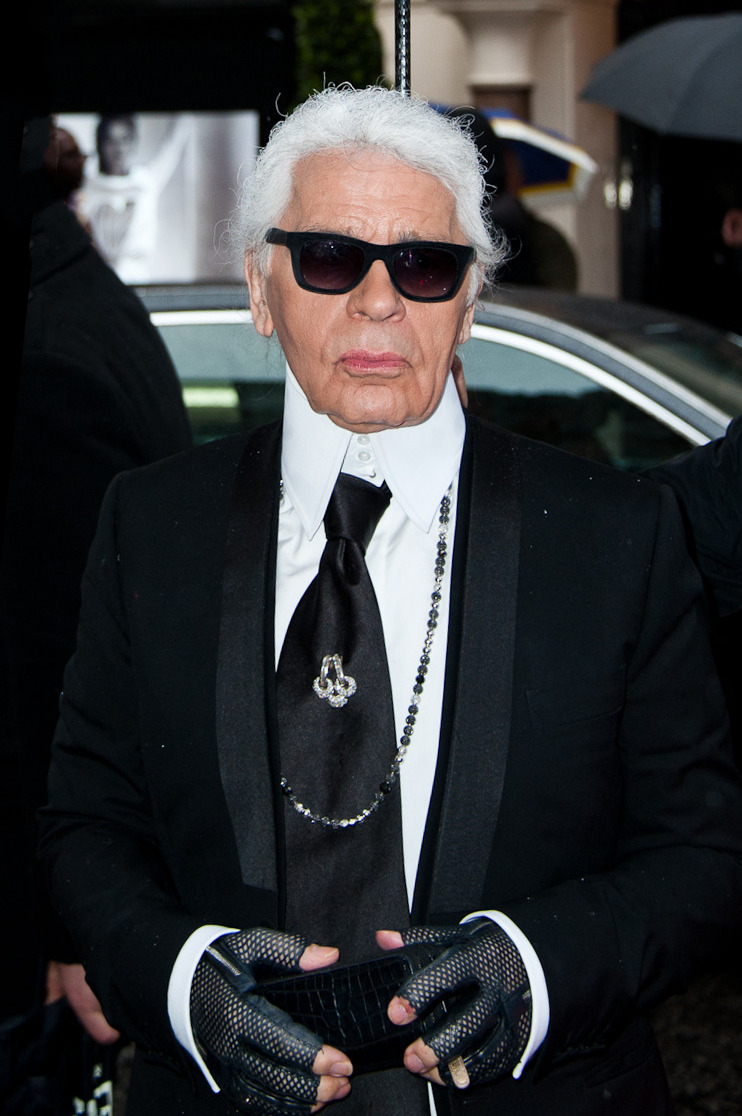
Lagerfeld podczas otwarcia sklepu marki Fendi (2014)

W 2007 jego marka zmieniła nazwę z „Lagerfeld Gallery” na „Karl Lagerfeld”. Swoim nazwiskiem sygnował kosmetyki, w tym wodę toaletową „Lagerfeld-Photo” i „Karl Lagerfeld” oraz limitowaną edycję „Paradise Bay”, a także kosmetyki dla pań.
W 2011 podjął współpracę z firmą Magnum i zaprojektował pokój wykonany z 10 ton czekolady; czekoladowe łóżko, dywan, biurko i krzesło oraz masywną czekoladową figurę francuskiego piosenkarza i modela Baptiste Giabiconiego jedzącego loda Magnum.
Od 2014 zaczął wydawać internetową wersję pisma „Karl Daily”, gdzie pojawiały się wywiady z projektantami i modelami oraz ciekawostki z życia Lagerfelda.
Pod koniec 2018 na platformie Netflix ukazał się dokument opowiadający o domu mody Chanel, który pokazywał kulisy pracy Lagerfelda.
22 stycznia 2019 odbyła się prezentacja ostatniej kolekcji Lagerfelda, Chanel haute couture. Z powodu problemów zdrowotnych autor nie pojawił się na niej.
Zmarł 19 lutego 2019 w Neuilly-sur-Seine, w wieku 85 lat. Chorował na raka prostaty, co potwierdził jego asystent Sébastien Jondeau, a nie na raka trzustki, jak początkowo podawały niektóre media. Zgodnie z ostatnią wolą, projektant nie życzył sobie oficjalnych uroczystości pogrzebowych. Został skremowany w Nanterre, podczas prywatnej ceremonii. 20 czerwca 2019 domy mody Chanel i Fendi oraz marka Karl Lagerfeld, zorganizowały w paryskim Grand Palais uroczystość upamiętniającą wielkiego projektanta noszącą tytuł „Karl For Ever”.
W roku 2024 ukazał się serial na platformie Disney+ pod nazwą „Becoming Karl Lagerfeld” opisujący życie prywatne projektanta i jego ścieżkę kariery.

## Odznaczenia
- 2010: Komandor Orderu Narodowego Legii Honorowej[21]